# Gent Dames Volley in het seizoen 2020-21
Dit artikel beschrijft volleybalploeg Gent Dames Volley in het seizoen 2020-2021 in de Liga Dames.

## Team 2020-2021
Trainer: Stijn Morand 
| Nummer | Naam             | Nationaliteit | Positie         |
| ------ | ---------------- | ------------- | --------------- |
| 3      | Tine De Quick    | België        | Libero          |
| 4      | Anke Allemeersch | België        | Spelverdeelster |
| 6      | Maud Catry       | België        | Middenspeelster |
| 8      | Laure Flament    | België        | Receptie/hoek   |
| 9      | Lotte De Quick   | België        | Spelverdeelster |
| 10     | Julie Smeets     | België        | Opposite        |
| 11     | Iris Vandewiele  | België        | Midden          |
| 12     | Janne Devos      | België        | Receptie/hoek   |
| 13     | Els Vandesteene  | België        | Receptie/hoek   |
| 19     | Charlotte Desmet | België        | Midden          |